# Jankovice u Holešova
Jankovice (deutsch Jankowitz) ist eine Gemeinde in Tschechien. Sie liegt vier Kilometer nordöstlich von Holešov und gehört zum Okres Kroměříž.

## Geographie
Jankovice befindet sich am westlichen Fuße der Hosteiner Berge am Übergang der Obermährischen Senke (Hornomoravský úval). Das Dorf liegt am linken Ufer der Rusava an der Einmündung der Zhrta bzw. Dědinka. Nordöstlich erheben sich der Chlum (418 m), die Hůrka (421 m) und der Hostýn (734 m), im Osten der Nad Pasekami (588 m) und der Barvínek (571 m), südöstlich die Poschlá (629 m) und Lysina (597 m), im Süden der Hrádek (502 m), südwestlich der Hradisko (281 m) und im Westen die Kopaniny (357 m). Durch Jankovice führt die Bahnstrecke Hulín – Valašské Meziříčí, an der sich im Ort eine Bahnstation befindet. Bei Lipiny befand sich das erloschene Dorf Jaroslavice.
Nachbarorte sind Hlinsko pod Hostýnem im Norden, Chlum und Chomýž im Nordosten, Hranečník und Rusava im Osten, Lukoveček und Hadovna im Südosten, Lysina und Žopy im Süden, Dobrotice und Želkov im Südwesten, Tučapy und Bořenovice im Westen sowie Lipiny und Prusinovice im Nordwesten.

## Geschichte
Das Dorf wurde um 1360 von Jeník von Dobrotice gegründet. Einer Legende nach übersiedelten die Bewohner von Malíkovy in das neue Dorf und gaben Malíkovy auf. Die erste schriftliche Erwähnung von Jenicouicz erfolgte 1365 in der Landtafel, als Jeník das Dorf an Boček I. von Podiebrad überschrieb, der es an seine Herrschaft Obřany anschloss. Nach dem Untergang der Burg wurde der Sitz der Herrschaft vor 1447 nach Bystřice pod Hostýnem verlegt. 1527 wurde der Ort als Genikowicz bezeichnet. Zu den vielfach wechselnden Besitzern gehörten u. a. die Herren von Cimburg, von Lobkowicz und ab 1650 Johann von Rottal. Aus dem Jahre 1672 ist der Ortsname Jenikowicz, von 1718 Janikowitz und von 1720 Iankowitz überliefert. Mit dem Tode von Marie Anna von Rottal, verheiratete von Lamberg, starb das Geschlecht von Rottal 1762 aus. Im Jahr darauf fiel Jankowicz im Zuge der Aufteilung des Erbes Franz Maximilian Nádasdy zu, der es an die Herrschaft Holešov anschloss. Zu dieser Zeit bestand der Ort aus 23 Anwesen, davon waren zehn Bauern, zwei Viertelhüfner, sechs Posedeken, vier Kötter und ein Müller. In Jankowicz bestand eine Erbvogtei, die das Schankrecht besaß und von der Fron befreit war. 1780 war der Ort auf 24 Wirtschaften angewachsen. Bis zur Mitte des 19. Jahrhunderts blieb Jankowice immer nach Holešov untertänig.
Nach der Aufhebung der Patrimonialherrschaften bildete Jankowice / Jankowitz ab 1850 eine Gemeinde in der Bezirkshauptmannschaft Holleschau. Im Gegensatz zur Bezirksstadt war Jankowice seit jeher ein rein tschechisches Dorf. In den Jahren 1880 bis 1888 erfolgte der Bau der Eisenbahn von Hullein nach Wallachisch Meseritsch, die das Dorf durchquerte. Der Gemeinderat war von diesem Projekt wenig angetan und lehnte die Errichtung eines Haltepunktes im Dorf ab. Zwischen 1888 und 1900 führte die Gemeinde einen Streit mit Dobrotice wegen des Neubaus einer Schule. Die Gemeinde Dobrotice versuchte diesen zu verhindern, da die Mehrheit der dort eingeschulten Kinder aus Jankovice stammte. Im Jahre 1900 begann der Bau einer eigenen Schule. 1912 entstand am Anger gegenüber der Schmiede eine Obstdarre. Nach der Ausrufung der Tschechoslowakei wurde 1919 am Gedenkkreuz vor der Schule die Freiheitslinde gepflanzt. Beim Zensus von 1921 lebten in den 66 Häusern von Jankovice 397 Personen. Der zweiklassige Unterricht wurde 1925 aufgenommen. Im Jahre 1937 wurde das Dorf elektrifiziert. Nach der Aufhebung des Okres Holešov wurde die Gemeinde 1960 dem Okres Kroměříž zugeordnet. Im Jahre 1974 wurde die Schule geschlossen und darin ein Kindergarten eingerichtet, der bis 1985 bestand. 1976 erfolgte eine geologische Untersuchung der Gegend. Dabei wurde in 370 m Tiefe eine Gasansammlung erreicht, die die Bohranlage in Brand setzte. Der Ausflugsplatz Hájíčka entstand 1978. Am 6. und 7. Juli 1997 war die Gemeinde von einem Jahrhunderthochwasser der Rusava betroffen. Im Jahre 2010 wurde das 650-jährige Gründungsjubiläum gefeiert.

## Gemeindegliederung
Für die Gemeinde Jankovice sind keine Ortsteile ausgewiesen. Zu Jankovice gehört die Einschicht Lipiny.

## Wappen und Banner
Das Wappen zeigt rechtsseitig auf blauen, die Rusava symbolisierenden Grund das Lamm des hl. Johannes des Täufers, darunter das Wappen der Herren von Kunstadt und auf der linken Hälfte das Wappen des Geschlechts von Rottal. Es wurde vom Heraldiker Miroslav Pavlů entworfen.

## Sehenswürdigkeiten
- Gemauerter Glockenturm auf dem Dorfanger, er entstand 1854 anstelle eines 1848 niedergebrannten hölzernen Vorgängers
- Barocke Säule der hl. Anna, das 1742 vom Olmützer Bildhauer Andreas Zohner geschaffene sandsteinerne Kunstwerk befindet sich 800 m außerhalb des Ortes am Weg nach Chomýž unter mächtigen Linden. Eine an der sechs Meter hohen Statuengruppe angebrachte Marmortafel gibt Auskunft darüber, dass sie auf Veranlassung von Jan Thomaštík aus Holešov errichtet wurde
- Steinernes Kreuz am Glockenturm
- Gedenkkreuz für die Gefallenen des Ersten Weltkrieges, in der Ortslage Souhrady, errichtet 1927
- Holzkreuz in Souhrady, 1927 erneuert
- Bildstock am Platz V uličce
- Bildstock in Lipina
- Burgstall Kasařov bei Lipina, die Burg wurde 1522 erstmals erwähnt und lag zu dieser Zeit bereits wüst
- Reste der Burg Křídlo, östlich des Dorfes am Barvínek

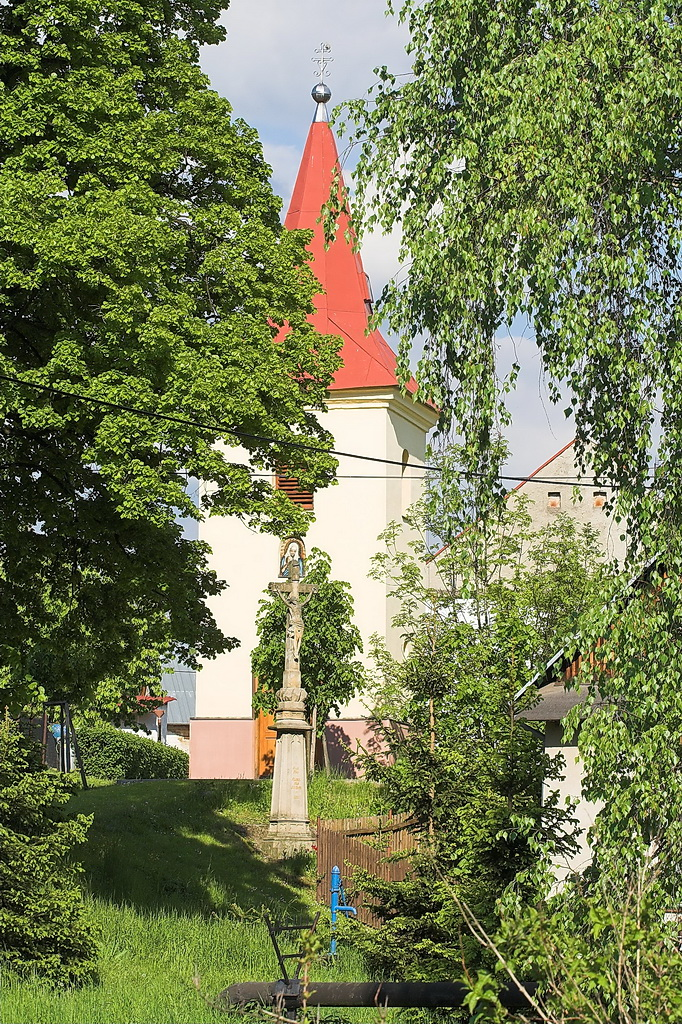
Kreuz und Glockenturm
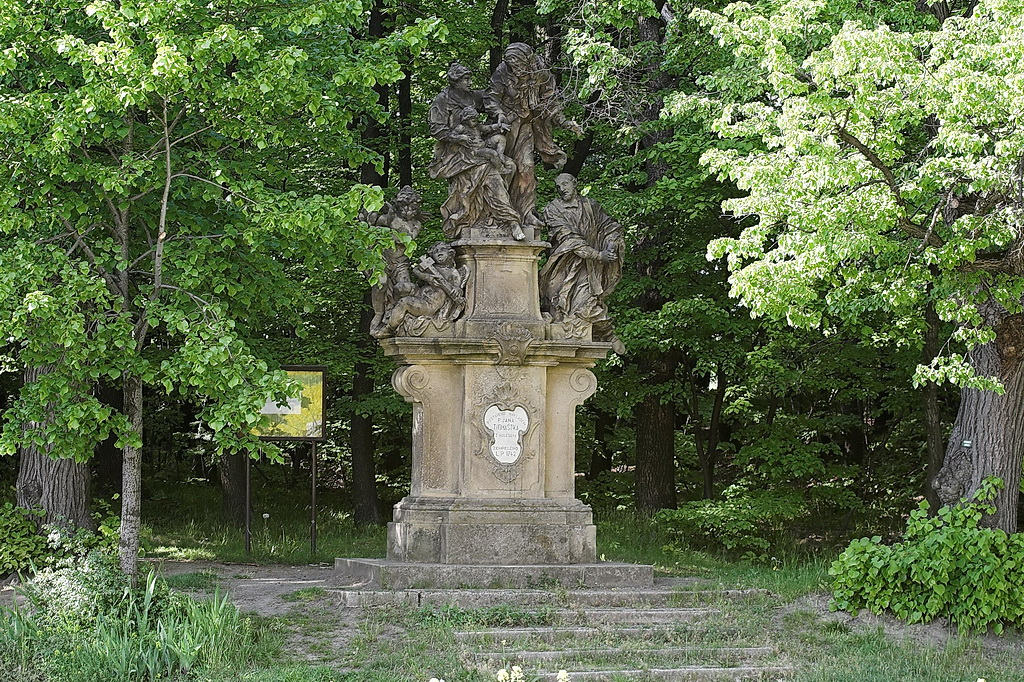
Säule der hl. Anna
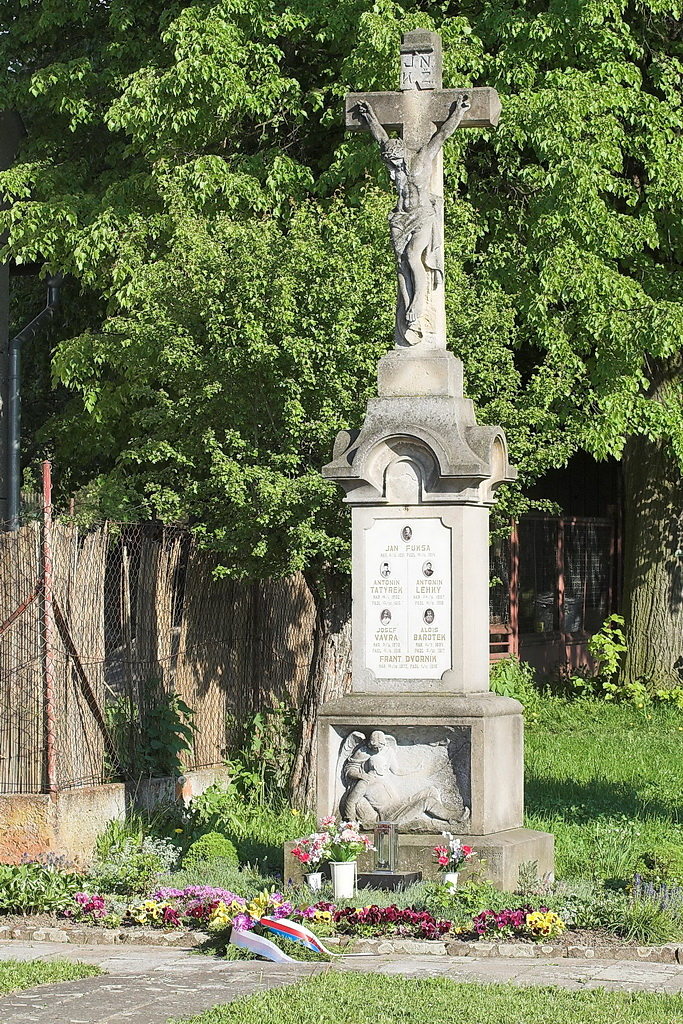
Gedenkkreuz für die Gefallenen im Ersten Weltkrieg

## Söhne und Töchter der Stadt
- Jaroslav Pospíšil (* 1941), Schriftsteller